# Octobre 1928

## Événements
- 1er octobre : inauguration de l'Aéroport international Newark Liberty.

- 2 octobre
  - Fondation de l'Opus Dei par Josémaria Escriva de Balaguer.
  - Le Parti Conservateur prend le pouvoir en Suède (1928-1932).

- 4 octobre, Chine : nouvelle constitution.

- 6 octobre, France :  la Revue politique et littéraire ou Revue Bleue, démasque la princesse Catherine Radziwill, qui avait produit de fausses lettres de Mme Hanska à Honoré de Balzac, et qui les avait vendues comme authentiques à une étudiante américaine : Junanita Helm Floyd.

- 7 octobre : Ras Tafari devient négus de l'Éthiopie.

- 10 octobre : Tchang Kaï-chek est élu président de la République de Chine. Le Guomindang devient le parti unique en Chine.

- 11 octobre : premier vol de la KLM entre Amsterdam et Djakarta sur un Fokker F.VII 7B.

- 12 octobre : Hipólito Yrigoyen, président de la République Argentine (fin en 1930).

- 28 octobre (Indes orientales néerlandaises) : à Batavia, dans les Indes néerlandaises, les participants à un congrès d'organisation de jeunes Inlanders (« indigènes ») font le serment d'œuvrer pour une nation indonésienne (l'ensemble des populations du territoire qui subissent le joug colonial néerlandais), une langue indonésienne (qui est en fait le malais), une patrie indonésienne.

- 30 octobre : la Commission Simon arrive à Lahore. Contestation menée par le nationaliste Lala Lajpat Rai.

## Naissances
- 1er octobre : Ryszard Rydzewski, réalisateur, scénariste et acteur polonais († 28 février 2014).
- 3 octobre : Shridath Ramphal, diplomate et homme politique guyanien († 30 août 2024).
- 6 octobre : Jean-Jacques Antier, journaliste, biographe, romancier français († 1er janvier 2023).
- 7 octobre : Raymond Lévesque, chanteur québécois († 15 février 2021).
- 8 octobre : Melvin Russell Ballard, homme d’affaires et dirigeant religieux américain († 12 novembre 2023).
- 11 octobre :
  - Joseph Duval, évêque catholique français, archevêque de Rouen († 23 mai 2009).
  - Ennio Morricone, compositeur italien.
  - Geoffrey Tordoff, pair, homme d'affaires et homme politique britannique († 22 juin 2019).
- 12 octobre : Djivan Gasparian, compositeur et musicien arménien († 6 juillet 2021).
- 18 octobre : Marcus Kimball, homme politique britannique († 26 mars 2014).
- 25 octobre : Jeanne Cooper, actrice américaine († 8 mai 2013).
- 28 octobre :
  - Gilles Vigneault, poète, auteur de contes et de chansons, auteur-compositeur-interprète québécois.
  - Ion Mihai Pacepa, Journaliste et fonctionnaire roumain puis américain († 14 février 2021).
- 30 octobre : Michael Andrews, peintre britannique († 19 juillet 1995).

## Décès
- 17 octobre : Frank Bernard Dicksee, peintre et illustrateur britannique (° 27 novembre 1853).
- 30 octobre : Robert Lansing, homme politique américain (° 17 octobre 1864).